# Xianfeng
Pour les articles homonymes, voir Xianfeng (homonymie).
L'empereur Xianfeng (chinois : 咸丰 ; pinyin : Xiánfēng ; Mandchou : ᡳ ᠵᡠ, nom personnel Aixinjuelo Yizhu) (17 juillet 1831 – 22 août 1861) est le neuvième empereur de la dynastie Qing. Il règne sur la Chine de 1850 à 1861. 
Son règne est marqué par un enchaînement de catastrophes qui fragilisent gravement la dynastie Qing : la seconde guerre de l'opium, la révolte des Taiping et la révolte des Nian. 
Il est le dernier empereur de Chine à gouverner de manière personnelle. En effet, après sa mort, sa concubine, l'impératrice douairière Cixi, exerce la réalité du pouvoir de 1861 à 1908, sous les règnes de Tongzhi et Guangxu, et le dernier empereur, Puyi, est sous la régence de son père Zaifeng du fait de son trop jeune âge.

## Enfance
Né en 1831 avec le nom d'Aixinjueluo Yizhu, il est le quatrième fils de l'empereur Daoguang et le frère des princes chinois Chun et Gong. Il meurt en 1861, dans la 11e année de son règne.

## Règne
Pendant son règne, la dynastie Qing est assaillie de tous les côtés : sous son règne, la Chine doit affronter deux guerres avec l'Occident, et la Grande-Bretagne en particulier, connues sous le nom de guerres de l'opium, lors desquelles elle est lourdement défaite. De nombreuses catastrophes naturelles (inondations et famines) rythment son règne ; enfin, il doit faire face à des soulèvements dans tout l'Empire (révolte des Nian, révolte des Dungan, révolte des Panthay), dont le plus important, la révolte des Taiping, affaiblit gravement l'empire Qing.
Les armées étrangères envahissent Da Gu Kou (un port à l'ouest de Tianjin), puis Tianjin, avant de marcher vers Pékin en 1860. L'empereur Xianfeng s'échappe alors dans une de ses résidences d'été située à Chengde, où il meurt dans son lit.
Une de ses concubines, la future impératrice douairière Cixi, lui donne son fils et successeur Tongzhi.

## Épouses
Ci'an ((zh)慈安太后). À la mort de l'empereur, elle devient impératrice douairière de Chine, au même titre que Cixi.